# Речна перлена мида
Речна перлена мида (Margaritifera margaritifera) е сладководна едра речна мида от семейство Margaritiferidae. Видът е с най-голяма продължителност на живота сред сладководните мекотели. Регистрирани са екземпляри на възраст до 250 години.

## Разпространение и местообитание
Видът е разпространен в Северното полукълбо в бистри и богати на варовикови соли води. Поради специфичността на размножаването е свързан с наличието на балканска пъстърва и сьомга.

## Описание
Черупките са удължени и съчленяващи се в задния край. На дължина достигат до 9—12 cm. Дебелината на черупките зависи от варовиковия състав на водата. Най-дебели черупки се образуват в слаботечащи потоци с твърда вода. Мидите произвеждат перли, даващи реколта на всеки пет до седем години.

## Размножаване
Размножаването се извършва в края на лятото и началото на есента. Мъжките индивиди отделят семенни клетки, които се отнасят от течението. С водата, която поема, женската натрупва семенните клетки в мантийната празнина. Женските, които не получат достатъчно семенни клетки, могат да се превърнат в хермафродитние и да продължат размножаването чрез самооплождане. След като се осъществи оплождането се излюпват глохидии – микроскопично малки ларви, които първоначално остават на речното дъно. По-късно обаче посредством вдишваната вода попадат върху хрилете и перките на балканската пъстърва или сьомгата. Рибата в случая се превръща в междинен гостоприемник. След около десет месеца ларвите са се развили до големи около 0,5 mm млади миди, които напускат домакина си и се прикрепят към дъното. Полова зрялост настъпва след 15-20 години.
В един размножителен период женската мида произвежда три до пет милиона глохидии. Те обаче могат да оцелеят само ако бързо намерят подходящ домакин. Поради все по-влошаващото се качество на речните води и свръхексплоатацията на перли популациите на мидата значително намаляват. Друг неблагоприятен фактор е изместването на местната речна пъстърва от вносната дъгова пъстърва.